# Chirosia yukara
Chirosia yukara är en tvåvingeart som beskrevs av Masayoshi Suwa 1974. Chirosia yukara ingår i släktet Chirosia och familjen blomsterflugor. Inga underarter finns listade i Catalogue of Life.